# Estádio Maria Lamas Farache
Estádio Maria Lamas Farache – stadion piłkarski, w Natal, Rio Grande do Norte, Brazylia, na którym swoje mecze rozgrywa klub ABC Futebol Clube.
Pierwszy gol: Da Cunha (Alecrim)